# Zaozyorsk
Zaozyorsk (russisk: Заозёрск) er en lukket by på 13.100 indbyggere (2005), beliggende på Kolahalvøen i Murmansk oblast, det nordvestlige Rusland. ca. 54 km nordvest for Murmansk. Byen er tidligere kendt under kodenavnene Severomorsk-7 (Североморск-7) og Murmansk-150 (Му́рманск-150).
Zaozyorsk er bygget for at servicere Zapadnaja Litsa, den største og vigtigste russiske flådebase for den russiske nordflåde, hvor hovedparten af befolkningen fortsætter med at arbejde.